# 江蘇大劇院・憲法広場駅
江蘇大劇院・憲法広場駅（こうそだいげきいん・けんぽうひろばえき）は、中華人民共和国 江蘇省南京市建鄴区に建設中の南京地下鉄9号線の駅である。

## 歴史
- 2020年3月8日:着工。

## 隣の駅
南京地下鉄
■6号線
緑博園駅 - 江蘇大劇院・憲法広場駅 - 楠渓江西街駅